# Giovanni Nasco
Jan (Giovanni) Nasco (1510 circa – Treviso, 1561) è stato un compositore fiammingo, primo maestro di musica dell'Accademia Filarmonica di Verona.

## Biografia
Nulla si sa della sua formazione giovanile. Sicuramente fino al 1546-47 è al servizio del capitano della Repubblica di Venezia Paolo Naldi, a Vicenza. Dal 24 febbraio 1547 viene nominato maistro de musica presso l'Accademia Filarmonica di Verona. In questa sede, Nasco coprì diverse mansioni come l'insegnamento, la composizione di nuovi brani, l'organizzazione delle esecuzioni musicali e l'acquisto e la cura degli strumenti musicali di proprietà dell'Accademia; in cambio quest'ultima gli pagò un salario di 30 ducati annui e lo alloggiò nei suoi locali. L'accademia inoltre deteneva l'esclusiva della produzione del musicista proibendogli espressamente di accettare incarichi compositivi da altri che non fossero gli accademici stessi.
Nel 1548 scrive un libro di madrigali a cinque voci, dedicandolo agli accademici.
Nel 1551, lasciato l'incarico presso l'Accademia di Verona il 31 ottobre, viene assunto presso la cappella musicale del Duomo di Treviso, posto che manterrà fino alla morte. L'incarico presso l'Accademia verrà ricoperto da Vincenzo Ruffo.
Del 1554 è il suo "I libro de Madrigali a quatro voci insieme con la canzon di Rospi e Rosignoli". Un secondo libro di madrigali a cinque voci è del 1557, scritto sempre a Treviso. Durante la sua permanenza presso questa cappella musicale, scrive una grande quantità di musica sacra, fra cui messe, mottetti e un'intera Passione secondo Matteo.
Dopo la sua morte, avvenuta nella prima metà del 1561, la sua vedova, Giacoma Calderara, farà stampare diverse sue musiche.

## Stile
Sia la sua origine fiamminga che la vicinanza all'artisticamente prolifica città di Venezia lo accomuna a Adrian Willaert, il coevo maestro di cappella della Basilica di San Marco. In "The Italian Madrigal", Alfred Einstein definisce i madrigali di Nasco come "prototipi della cantata da camera", forma musicale che si svilupperà in seguito agli inizi del XVII secolo nello stesso Veneto.
Gran parte della sua opera musicale, conservata nella Cattedrale di San Pietro a Treviso, è andata perduta durante un bombardamento nella Seconda guerra mondiale.

## Opere
- 1548, "Madrigali di Giovan Nasco a cinque voci"
- 1552, "Messa sopra la Gerometa"
- 1554, "I libro de Madrigali a quatro voci insieme con la canzon di Rospi e Rosignoli" (ristampa 1558)
- 1557, "II libro de Madrigali a Cinque Voci"
- 1559, "Il secondo libro de le muse a cinque voci composto da diversi eccellentissimi musici, con uno madregale a sei di Giovan Nasco, et con doi dialoghi a otto"
- 1561, "Lamentationi a voci pari di Giovan Nasco a quatro voci con doi Passii il Benedictus et le sue Antiphone novamente con ogni diligentia stampate et date in luce. A quatro voci." (postumo, fatto stampare dalla vedova)[3]